# Usclas-du-Bosc
 Usclas-du-Bosc  (en occitano Usclats del Bòsc) es una población y comuna francesa, situada en la región de Occitania, departamento de Hérault, en el distrito de Lodève y cantón de Lodève.

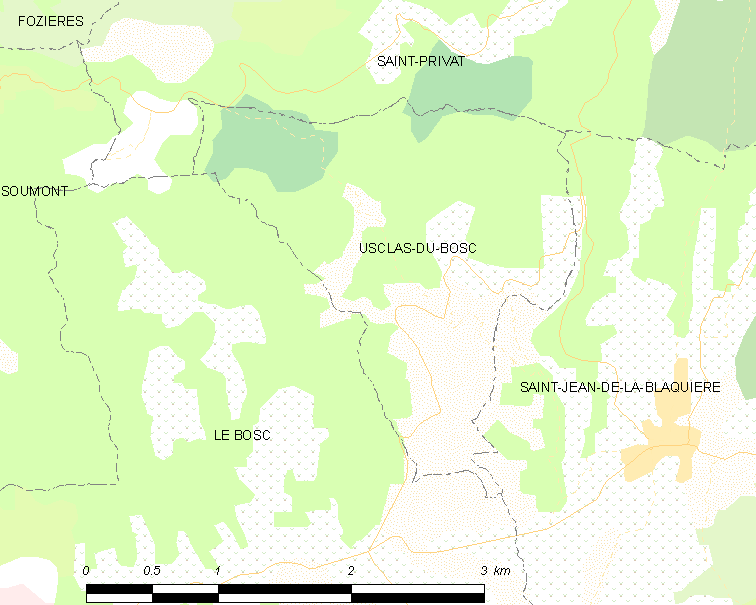
Mapa

## Demografía
| 80 | 75 | 59 | 69 | 57 | 67 | 190 |
| Para los censos de 1962 a 1999 la población legal corresponde a la población sin duplicidades (Fuente: INSEE [Consultar]) |    |    |    |    |    |     |